# Détruisez-vous
Pour plus de détails, voir Fiche technique et Distribution.
Détruisez-vous est un film français réalisé en mars - avril 1968 par Serge Bard et sorti en 1969.

## Fiche technique
- Titre : Détruisez-vous
- Autre titre : Le Fusil silencieux
- Réalisation : Serge Bard
- Scénario : Alain Jouffroy
- Montage : Jackie Raynal
- Production : Zanzibar Films - Sofracima
- Pays d'origine :  France
- Durée : 75 minutes
- Date de sortie : France - 10 mai 1969

## Distribution
- Caroline de Bendern (en)
- Juliet Berto
- Thierry Garrel
- Alain Jouffroy
- Olivier Mosset
- Étienne O'Leary
- Jacques Robiolles

## Distinctions
Le film a été présenté à la Quinzaine des réalisateurs, en sélection parallèle du festival de Cannes 1970.